# Between the Cheats
«Between the Cheats», en español: «Entre los engaños» es una canción interpretada por la cantante británica Amy Winehouse. Está incluida en su primer álbum recopilatorio póstumo, Lioness: Hidden Treasures y es el cuarto sencillo del álbum. Fue coescrita en mayo de 2008 por Amy Winehouse y el productor Salaam Remi, durante el auge de su segundo álbum, Back to Black. Originalmente contemplada para el que sería su tercer álbum de estudio, la cantante grabó una sola toma y poco después el material fue archivado. Para el lanzamiento del recopilatorio, la canción se terminó de producir por este último utilizando el demo de Winehouse, bajo el sello discográfico de Island.

## Video
- Video oficial

- Datos: Q5727488